# 李惠官
李惠官（?年—?年），是一名已故中國足球運動員，活躍於1920至1930年代，司職輔鋒。

## 簡歷
李惠官籍貫廣東汕頭，馬來亞歸僑，親兄弟李啟明和侄子李甯亦是足球員。
1920年代，李惠官是汕頭市的頭號足球明星，是汕头体育会的一員。1926年，李惠官到上海為三育隊征戰甲組聯賽。1927年，李惠官因潮汕地區局勢不穩而來港，經介紹下為新成立的中華隊踢球，第一場對港會的聯賽比賽便射入4球。1928年至1930年，李惠官為中華會三奪聯賽冠軍。1935年，再度回歸中華「助拳」，1930年代中後期退役。
1928年，李惠官代表香港隊與新加坡進行埠際賽。1928年和1930年，李惠官代表華南隊參加全國分區足球錦標賽，分別為球隊奪得亞軍和冠軍。1930年，與多名中華隊友入選中國隊遠東運動會集訓名單，但因公務在身，終未能隨隊遠征東京。1935年5月，代表汕頭參加廣東省第13屆運動會。
足球以外，李惠官是一名商人，戰後於台灣進出口業發展，為台灣美資吉時洋行經理。